# 東郷哲也
東郷 哲也（とうごう てつや、1971年4月17日 - 2021年3月4日）は、日本の政治家。自由民主党所属で、衆議院議員（1期）、名古屋市会議員（2期）を務めた。

## 来歴
埼玉県所沢市生まれ。1994年、青木宏之衆議院議員の秘書となる。
1996年、名古屋外国語大学外国語学部中国語学科卒業。2000年、都築譲衆議院議員の秘書となる。2002年、小沢一郎政治塾を卒塾。同期に相原史乃や大久保潔重がいる。
2003年4月、名古屋市会議員選挙に守山区選挙区から自由党公認で立候補するも、次点で落選。2004年、木村隆秀衆議院議員の秘書となる。
2005年9月11日の第44回衆議院議員総選挙で、愛知2区から自由民主党公認で立候補した岡田裕二の選対事務局長を務める。岡田は次点で落選し、比例復活もかなわなかった。
2007年4月、名古屋市会議員選挙に守山区選挙区から自民党公認で立候補し、初当選。2009年、早稲田大学大学院公共経営研究科修了。在学中にジョージ・ワシントン大学政治管理大学院、高麗大学校政策大学院で単位取得。リコール解散によって2011年3月13日に行われた市議選で再選。
2012年12月の第46回衆議院議員総選挙に、愛知2区から自民党公認で立候補し（名古屋市議は自動失職）、民主党の古川元久に26,972票差で敗れるも、比例東海ブロックで復活し初当選した。
2014年12月14日の第47回衆議院議員総選挙では古川に34,377票差で敗れ、比例復活もならず落選。
2017年3月11日、比例選で2回連続復活当選した現職議員について次期衆院選では原則、重複立候補を認めないことを決めた自民党の方針により、自民党愛知県連は愛知2区支部長に田畑毅衆議院議員（比例東京ブロック選出）を充てることを決定した。
2021年3月4日、甲状腺未分化がんのため名古屋市の病院で死去。49歳没。参議院議員の鈴木宗男が同年3月5日付の自身のブログで「元衆議院議員の東郷哲也氏の訃報に接し、急遽、名古屋に向かいお通夜に参式。49歳、政界復帰を目指していたその気持ちを思うと、世の無常を嘆くのみである」と記していた。

## 人物・政策

### 統一教会との関係
- 2019年10月5日、世界平和統一家庭連合（旧統一教会）の関連団体「天宙平和連合」（UPF-Japan）は、国際会議「ジャパンサミット＆リーダーシップカンファレンス」をホテルナゴヤキャッスルで開催[14][15][16]。東郷は会議にあわせて会場を訪れ、韓鶴子総裁、梶栗正義、徳野英治ら教団幹部、島村大、北村経夫、江島潔、山際大志郎、工藤彰三、神田憲次ら国会議員と集合写真を撮った[17][18]。
- 2019年10月6日、常滑市の愛知県国際展示場で「孝情文化祝福フェスティバル 名古屋4万名大会」が開催された[19]。4000組8000名が「既成祝福」を受け、県議会議員と市議会議員合わせて70組の中から36組72名の夫婦が代表家庭として登壇し、成婚の儀式を行った。また、70人の地方議員が教団信者となった[14]。東郷はこの集会に、工藤彰三、池田佳隆、鈴木克昌とともに来賓出席した[14][20]。

### その他
- 選択的夫婦別姓制度の導入にどちらかといえば賛成[21]。

## 役職
出典は本人プロフィールより。
- NPO法人総合塾「人間館」監事
- 名古屋福井県人会理事
- 中京大野会顧問
- 社団法人 隊友会愛知県隊友会特別会員
- 守山防衛懇話会顧問
- 自衛隊愛知地方連絡本部募集相談員顧問
- 社団法人 名古屋市東部倫理法人会顧問
- 名古屋稲門クラブ顧問
- 名古屋守山ライオンズクラブ会員
- 廿軒家小学校PTA顧問（平成21年度 - 平成23年度PTA会長歴任）
- 廿軒家学童保育所運営委員
- 環境浄化を考える会名古屋顧問
- 社団法人 CISV日本協会東海支部顧問
- 社会福祉法人青山会青山保育園理事
- 愛知県理容組合守山支部顧問
- 日本トーゴ友好協会顧問
- NPO法人日本ケニア友好協会正会員

## 著書
- 『市長の品格 河村たかしの功罪』ブイツーソリューション、2012年2月27日。ISBN 978-4-434-16421-7。2021年12月17日閲覧。